# Phạm Đoan Trang
Phạm Đoan Trang (Hanoi, 27 maggio 1978) è un'attivista, blogger e scrittrice vietnamita.

## Biografia
Trang ha frequentato l'Hanoi – Amsterdam High School. Nel 2001 si è laureata in Economia internazionale alla Foreign Trade University. Ha lavorato come giornalista dal 2000 al 2013 e ha collaborato con una decina di diverse agenzie di stampa, tra cui VnExpress, Vietnamnet, Pháp Luật e VTC.
Nel 2014 Trang ha co-fondato il blog Luat Khoa Tap Chi (Giornale di diritto), ricevendo circa 20.000 visitatori al giorno. Nel 2017 ha pubblicato Chính Trị Bình Dân (Politica per tutti), il suo nono libro. Da marzo 2018 è stata costretta a trasferirsi in un luogo segreto.
È anche co-fondatrice della casa editrice Nhà xuất bản Tự Do (Casa editrice liberale) che nel 2020 ha ricevuto il Prix Voltaire dall'International Publishers Association.

### Arresto
Reporter senza frontiere ha riferito che Trang è di fatto detenuta agli arresti domiciliari dal febbraio 2018 e ha condannato il comportamento del governo nei suoi confronti.
Il 6 ottobre 2020 è stata arrestata dalla polizia di Hanoi e dagli agenti del Ministero della Pubblica Sicurezza a Ho Chi Minh con l'accusa di "produzione, detenzione e diffusione di informazioni, materiali e oggetti allo scopo di opporsi allo Stato della Repubblica Socialista del Vietnam". È stata accusata ai sensi dell'articolo 117 del codice penale per "propaganda contro lo Stato" che, in caso di condanna, prevede una pena massima di 20 anni di carcere. Il 14 dicembre 2021 è stata condannata a 9 anni di reclusione. Amnesty International ha definito la condanna "scandalosa", sostenendo che il modo in cui è trattata dal governo vietnamita "che comprende molestie, sorveglianza, minacce, torture e procedimenti giudiziari fasulli, è crudelmente emblematico della repressione delle autorità vietnamite nei confronti dell'attivismo pacifico per i diritti umani in tutto il Paese".

## Riconoscimenti
Nel 2018 Trang ha ricevuto il premio Homo Homini dall'organizzazione ceca per i diritti umani People In Need, che l'ha definita "una delle figure di spicco del dissenso vietnamita contemporaneo". È stata lodata per usare "parole semplici per combattere la mancanza di libertà, la corruzione e il dispotismo del regime comunista".
Nel 2019 ha ricevuto il premio per la libertà di stampa da Reporter senza frontiere, nella categoria "premio per l'influenza".
Nel 2022 Trang ha ricevuto l'International Women of Courage Award dal Dipartimento di Stato degli Stati Uniti d'America perché "attraverso i suoi scritti e le sue interviste, utilizza argomenti legali accuratamente studiati per sostenere i diritti umani, lo stato di diritto e l'inclusione di tutte le voci negli spazi politici in Vietnam".
Sempre nel 2022 il Comitato per la protezione dei giornalisti le ha assegnato l'International Press Freedom Award.